# Potter Cove
Die Potter Cove (englisch, spanisch Caleta Potter) ist eine Bucht an der Südwestküste von King George Island im Archipel der Südlichen Shetlandinseln. Sie liegt östlich der Barton-Halbinsel.
Entdecker der Bucht ist der britische Kapitän John Roberts, der die Gewässer um King George Island zwischen 1820 und 1821 mit dem Robbenfänger King George befuhr. Der britische Robbenfängerkapitän Robert Fildes (1793–1827) gab der Bucht 1821 ihren Namen. Der Benennungshintergrund ist allerdings nicht überliefert.